# أوكنة بارونية
أوكنة بارونية (الاسم العلمي:Ochna baronii) هي نوع من النباتات تتبع جنس الأوكنة من الفصيلة الأوكنية.